# Liste der Kulturgüter in Rüttenen
Die Liste der Kulturgüter in Rüttenen enthält alle Objekte in der Gemeinde Rüttenen im Kanton Solothurn, die gemäss der Haager Konvention zum Schutz von Kulturgut bei bewaffneten Konflikten, dem Bundesgesetz vom 20. Juni 2014 über den Schutz der Kulturgüter bei bewaffneten Konflikten sowie der Verordnung vom 29. Oktober 2014 über den Schutz der Kulturgüter bei bewaffneten Konflikten unter Schutz stehen.
Objekte der Kategorien A und B sind vollständig in der Liste enthalten, Objekte der Kategorie C fehlen zurzeit (Stand: 1. Januar 2023).

## Kulturgüter
| Foto | | Objekt                                                                                                 | Kat. | Typ | Standort                          | Beschreibung |
| ---- | --- | --- | ---- | --- | --------------------------------- | ------------ |
| ja   | Datei hochladen · Wikidata zu Einsiedelei Sankt Verena und Wallfahrtsstätte (Q1309078)                        | Einsiedelei Sankt Verena und Wallfahrtsstätte mit Nebenbauten und der Anlage zu Kreuzen KGS-Nr.: 04664 | A    | G   | Einsiedelei 4 607244 / 230387     |              |
| BW   | Datei hochladen · Wikidata zu Stiegenlos, bronzezeitliche Höhlensiedlung (Q115067745)                         | Stiegenlos, bronzezeitliche Höhlensiedlung KGS-Nr.: 02622                                              | B    | F   | 605850 / 232380                   |              |
| BW   | Datei hochladen · Wikidata zu Landsitz Glutzenhof mit Kapelle (Q29881218)                                     | Landsitz Glutzenhof mit Kapelle KGS-Nr.: 04665                                                         | B    | G   | Ischenhof 1 607390 / 231350       |              |
| BW   | Datei hochladen · Wikidata zu Schloss Königshof mit Park, Ökonomiegebäude und ehemalige Gipsmühle (Q29881219) | Schloss Königshof mit Park, Ökonomiegebäude und ehemalige Gipsmühle KGS-Nr.: 04666                     | B    | G   | Königshof 1, 3, 5 606779 / 229950 |              |
| BW   | Datei hochladen · Wikidata zu Jugenstilschulhaus (Q29881217)                                                  | Jugendstilschulhaus KGS-Nr.: 11224                                                                     | B    | G   | Schulstrasse 5 607094 / 231262    |              |
| BW   | Datei hochladen · Wikidata zu Altes Schulhaus (Q29881214)                                                     | Altes Schulhaus KGS-Nr.: 11225                                                                         | B    | G   | Schulstrasse 1 607124 / 231329    |              |
| BW   | Datei hochladen · Wikidata zu Kirchliches Zentrum – Kirchsaal (Q116908868)                                    | Kirchliches Zentrum – Kirchsaal KGS-Nr.: 16745                                                         | B    | G   | Kirchstrasse 2 606914 / 231086    |              |